# Reino Simonsson
Odd Reino Simonsson, född 14 april 1928 i Göteborg, död där 2 februari 2001, var en svensk målare och grafiker.
Han var son till John Kilian Simonsson och Bertha Christiansen och från 1957 gift med Vanja Hübinette. Simonsson studerade grafik och bokkonst vid Slöjdföreningens skola i Göteborg 1946–1949 och var därefter elev till Endre Nemes vid Valands målarskola innan han bedrev självstudier under resor till Nederländerna och Frankrike. Han medverkade i Valandelevernas utställning på Göteborgs konsthall 1952–1953, Göteborgs  konstförenings Decemberutställningar och Göteborgs Konstnärsklubbs utställningar i Mässhallen. Vid sidan av sitt konstnärskap arbetade han med grafisk formgivning av olika publikationer. 